# Diga di Miyashita
La diga di Miyashita (宮下ダム?, Miyashita damu) è una diga a gravità sul fiume Tadami, 2 km a monte di Mishima nella prefettura di Fukushima, in Giappone. Fu costruita tra il 1941 e il 1946 ai fini della produzione di energia idroelettrica. Alimenta con l'acqua una centrale idroelettrica da 94 MW.